# Левин, Тони
Энтони Фредерик «Тони» Левин (англ. Anthony Frederick "Tony" Levin, 6 июня 1946, Бостон, США) — бас-гитарист-виртуоз, стикист. Он играл с Питером Гэбриэлом, King Crimson, Yes, Liquid Tension Experiment, Pink Floyd, Джоном Ленноном, Dire Straits, Джоан Арматрейдинг, Элисом Купером, Seal, Дэвидом Боуи, Pandora's Box, Карли Саймон, California Guitar Trio, Сарой Маклахлан, Кевином Максом, The Roches, Eddie Van Halen, Полом Саймоном, Ольгой Арефьевой и многими другими исполнителями. В настоящее время является постоянным  членом групп King Crimson и Liquid Tension Experiment.
Известный своим новаторским духом, Левин сыграл важную роль в популяризации стика и электроконтрабаса (англ. upright bass). Он же придумал «фанк пальцы», имитирующие звук ударов барабанными палочками по струнам бас-гитары.
Левин — широко известный бас-гитарист, самая знаменитая его басовая партия — в песне Питера Гэбриэла «Sledgehammer», но многие поклонники считают, что пик его карьеры на данный момент — участие в King Crimson.
Кроме участия в чужих проектах, Левин выпустил несколько соло-альбомов, а также один концертный альбом с собственным составом Tony Levin Band.
В 2020 году журнал Rolling Stone поместил его на 42-е место в списке 50 величайших басистов всех времен.

## Дискография

### Сольные альбомы
- World Diary (1996)
- Waters of Eden (2000)
- Pieces of the Sun (2002)
- Double Espresso (2002)
- Resonator[4] (2006)
- Stick Man (2007)

### Принимал участие в записи альбомов
- Peter Gabriel — Peter Gabriel (I) (1977)
- Peter Gabriel — Peter Gabriel (II) (1978)
- Peter Gabriel — Peter Gabriel (III) (1980)
- Peter Gabriel — Peter Gabriel (IV) (1982)
- Peter Gabriel — So (1986)
- Peter Gabriel — Us (1992)
- Peter Gabriel — Up (2002)
- King Crimson — Discipline (1981)
- King Crimson — Beat (1982)
- King Crimson — Three of a Perfect Pair (1984)
- King Crimson — THRAK (1995)
- Pink Floyd — A Momentary Lapse of Reason (1987)
- California Guitar Trio — CG3+2 (2002)
- Ольга Арефьева и «Ковчег» — Каллиграфия (2008)[5]